# Ribble Valley
Ribble Valley är ett distrikt (motsvarande kommun) i grevskapet Lancashire i England, Storbritannien. Distriktet har 63 107 invånare (2022). Större orter är Clitheroe och Longridge. Distriktet är indelat i 50 civil parishes. 